# Съюз на запасните офицери
Съюзът на запасните офицери (СЗО), е българска обществена организация, създадена през 1908 г. като обединение на офицери от българската войска, които вече не са на действителна служба.
През 1907 г. е основан софийският клуб на запасните офицери, а на следващата година подобни клубове възникват в други градове и се създава националната структура. Съюзът има свой печатен орган – в-к „Отечество“.
СЗО има за цел да поддържа висок престижа на българския офицер, да съдейства за съхранението на воинските традиции и националните идеали и да бъде живата връзка на бившите офицери с българската армия.
Съюзът на запасните офицери става особено мощен и влиятелен след Ньойския договор от 1919 г., когато по решение на страните победителки в Първата световна война българската войска е драстично намалена и хиляди офицери преминават в запаса. В годините между световните войни влиянието на СЗО върху обществените и политически процеси е голямо.
През 1940 г. държавата оказва натиск над обществените сдружения и Съюзът е обединен с още няколко сдружения на запасни военни в казионната организация Общ съюз на запасното войнство.
След 9 септември 1944 г. комунистическата власт забранява СЗО като фашистка ораганизация и неговите членове и активисти са подложени на репресии. Тогавашният председател на СЗО полк. Славейко Василев се самоубива при навлизането на Съветската армия в България.
През 1953 г. група български офицери-емигранти създава в Париж Съюз на бившето българско войнство в изгнание. По-късно централата на организацията е преместена във Франкфурт.
След демократичните промени в България оцелелите членове на офицерския корпус на Царство България се събират и през 1992 г. решават да възстановят СЗО под името Съюз на възпитаниците на Военното на Н.В. училище. По своя устав и членски състав Съюзът е приемник на СЗО, както и на Обществото на кавалерите на ордена за храброст. Официален знак на новия съюз е знакът на СЗО от 1908 г.

## Председатели
Най-дългогодишен председател на организацията е ген. Владимир Вазов.
Званията са към датата на заемане на длъжността.
| №   | звание            | име                 | дати–                                                        |
| --- | ----------------- | ------------------- | ------------------------------------------------------------ |
| 1.  | Генерал-майор     | Рачо Петров         | 30 май 1908 – 12 май 1909                                    |
| 2.  | Генерал-майор     | Никола Бочев        | 12 май 1908 – 22 ноември 1910                                |
| 3.  | Генерал-майор     | Христо Драндаревски | 22 ноември 1910 – март 1911                                  |
| 4.  | Генерал-майор     | Матей Андреев       | март 1911 – юни 1912                                         |
| 5.  | Генерал-майор     | Никола Генев        | юни 1912 – 22 ноември 1913                                   |
| 6.  | Полковник         | Стефан Георгиев     | 29 януари 1914 – 22 юни 1914                                 |
| 7.  | Генерал-майор     | Петър Салабашев     | 22 юни 1914 – 2 април 1915                                   |
| 8.  | Полковник         | Кънчо Кънчев        | 2 април 1915 – 16 май 1920                                   |
| 9.  | Генерал-лейтенант | Владимир Вазов      | 16 май 1920 – 1921                                           |
| 10. | Генерал-лейтенант | Иван Луков          | 1921 – 22 февруари 1923 (подава оставка на 19 декември 1922) |
| 11. | Подполковник      | Кимон Георгиев      | 1923 (изпълняващ длъжността)                                 |
| 12. | Генерал-лейтенант | Стефан Тошев        | 1923 – 27 ноември 1924 (умира)                               |
| 13. | Генерал-лейтенант | Владимир Вазов      | 27 ноември 1924 – 23 ноември 1930                            |
| 14. | Генерал-лейтенант | Велизар Лазаров     | 23 ноември 1930 – 1932                                       |
| 15. | Генерал-майор     | Борис Сирманов      | 1932 – 18 ноември 1936                                       |
| 16. | Полковник         | Славейко Василев    | 18 ноември 1936 – 2 септември 1944 (самоубива се)            |
| 17. | Генерал-майор     | Илия Каблешков      | 2 септември 1944 – 9 март 1945                               |